# Лаявозьке нафтогазоконденсатне родовище
Лаявозьке нафтогазоконденсатне родовище — одне з родовищ у східній частині Архангельської області Росії, станом на 2016 рік найбільше із родовищ нарьян-марської групи, куди також входять Кумжинське, Вайневиське та інші. Належить до Тимано-Печорської нафтогазоносної провінції.

## Опис
Лаявозька структура виявлена у 1962—1963 роках за 80 км на схід від міста Нар'ян-Мар. Наявність родовища підтверджена бурінням у 1971-му. Виявлено щонайменше три поклади. Основний газоконденсатний розташований у відкладеннях нижньої пермі, інші походять з верхнього карбону та нижнього тріасу. За типом поклад належить до пластово-сводового типу, товщина пласта 15 метрів.
Запаси за російською класифікаційною системою за категоріями С1+С2 становлять 140 млрд.м3 газу та 10 млн.т нафти.
Родовище розташоване в регіоні з суворими кліматичними умовами та слабо розвиненою інфраструктурую. Найближча залізнична станція розташована у 220 км, в літній період навігації можливе доставляння вантажів морем та по річці Печора. Втім, є і певна нафтогазова інфраструктура у відносній доступності, перш за все пов'язана з розробкою розташованого у 40 км Північно-Хар'ягинського нафтового родовища, яке розробляється «Лукойлом». Якщо до найближчого магістрального газопроводу відстань складає 445 км, то нафтопровід від згаданого нафтового родовища проходить всього у 25 км від Лаявозького.
Родовище викликало зацікавленість з боку кількох провідних російських компаній. Так, у 2014 «Роснефть» заявляла про плани створення на базі Лаявозького та кількох інших родовищ нар'ян-марського району заводу з виробництва зрідженого природного газу «Печора ЗПГ» з потужністю до 8-10 млн.т на рік. На проведений у 2016 році аукціон із продажу прав на розробку Лаявозького родовища  подав заявку також і «Лукойл». Проте переможцем виявився «Газпром», який зобов'язався провести підготовку проєкту протягом 7 років та розпочати перший видобуток через 11 років.